# Qamishli
Qamishli, även kallad al-Qamishli (arabiska: القامشلي, al-Qāmišlī, syriska: Bēṯ Zālīn ܒܝܬ ܙܠܝܢ, kurdiska: Qamişlo, قامشلۆ), är en stad i nordöstra Syrien, vid gränsen till Nusaybin och Tur Abdin i Turkiet. Staden grundades 1926 och hade 184 231 invånare enligt folkräkningen 2004. Qamishli är den näst största staden i provinsen al-Hasaka och ligger cirka 100 kilometer från al-Hasaka, huvudorten i provinsen med samma namn. Qamishli är huvudort i den kurdiska autonoma regionen Rojava som utropades 2014 men inte har erkänts av Syriens regering.
Invånarna är främst kurder, assyrier/syrianer, armenier och araber. Tidigare levde även en stor grupp judar i Qamishli; de var ursprungligen från Nusaybin. Majoriteten av stadens judiska befolkning flyttade dock till Israel under 1940- och 1950-talen och idag finns det endast ett fåtal judar kvar i staden. De flesta av stadens invånare är idag muslimer, men historiskt sett har Qamishli setts som ett av kristendomens center i Syrien, och det finns fortfarande många kristna kvar. Den kristna befolkningen i staden har dock minskat under senare år, som en följd av att många kristna tvingats fly de senare åren, inte bara från Qamishli, utan från hela Syrien, på grund av det syriska inbördeskriget och hotet från terrororganisationer som Islamiska staten. 

## Historia
Qamishli grundades 1926 som en järnvägsstation längs Taurusjärnvägen, en del av Bagdadbanan, som kopplade samman Aleppo och Mosul. En mindre by, vars invånare främst var assyrier som flytt från det Osmanska riket i samband med det assyrisk-syrianska folkmordet, fanns sedan något tidigare på platsen. Denna by kallades Bet Zalin. På 1920-talet, efter första världskriget, placerade franska trupper många assyriska/syrianska, armeniska och kurdiska flyktingar från Turkiet här, och så växte staden fram. Med sitt läge vid Syriens gräns med närhet till både Turkiet och Irak, och med järnvägen som band samman de tre länderna, med spår till Aleppo och Mosul, blev Qamishli en viktig knutpunkt för transport. Bland annat odlades mycket spannmål i området omkring staden.

### 2000-talet
Den 12 mars 2004 bröt ett upplopp ut i Qamishli vars bakgrund var en sammandrabbning mellan kurdiska och arabiska fans under en fotbollsmatch, där de kurdiska fansen ska ha blivit upprörda över en grupp arabers hyllningar av Saddam Husein. Kaoset spreds till resten av staden med bland annat stenkastning från båda grupper. Baathpartiet, det arabiska socialistpartiets, lokaler brändes ner. I samband med att den syriska regeringens säkerhetsstyrkor gick in i staden för att återställa ordningen dödades under de följande dagarna ett trettiotal kurder och många fler sårades. Under tiden efter upploppet arresterades många kurder som protesterade mot regimen och kurdiska studenter som deltagit i protesterna mot regimen stängdes av från universiteten.

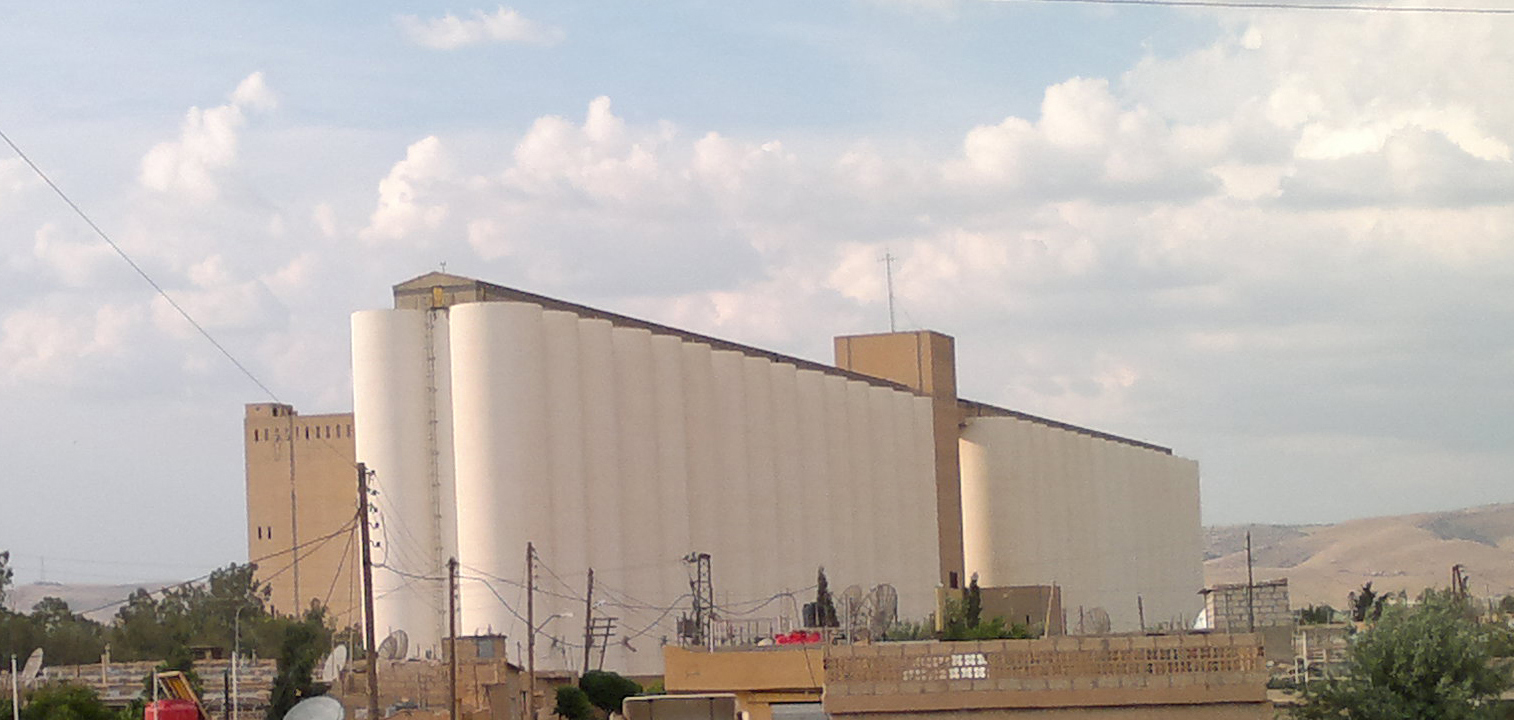
Spannmålsmagasinet i Qamishli (2012).

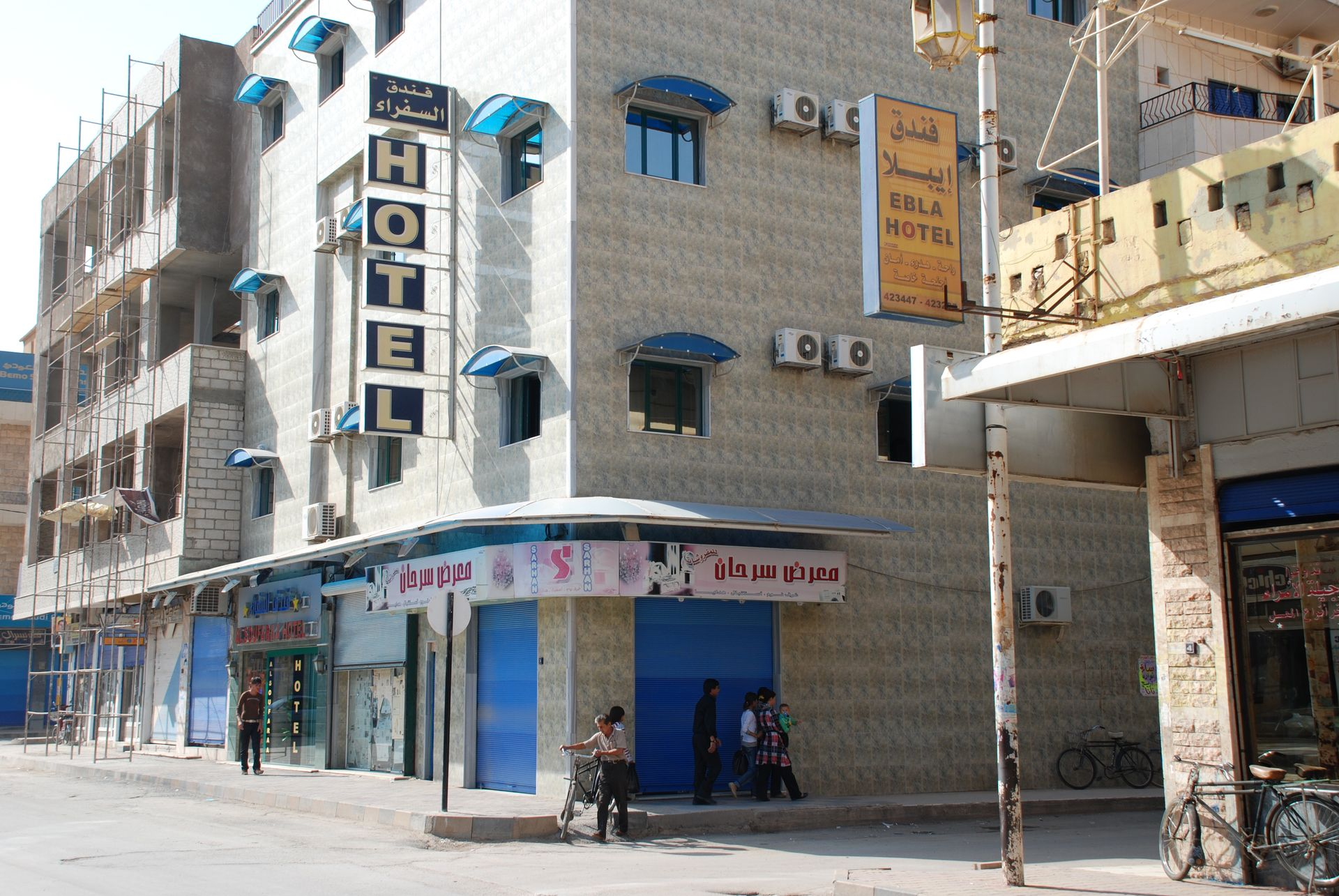
Hotell i Qamishlis centrum (2009).

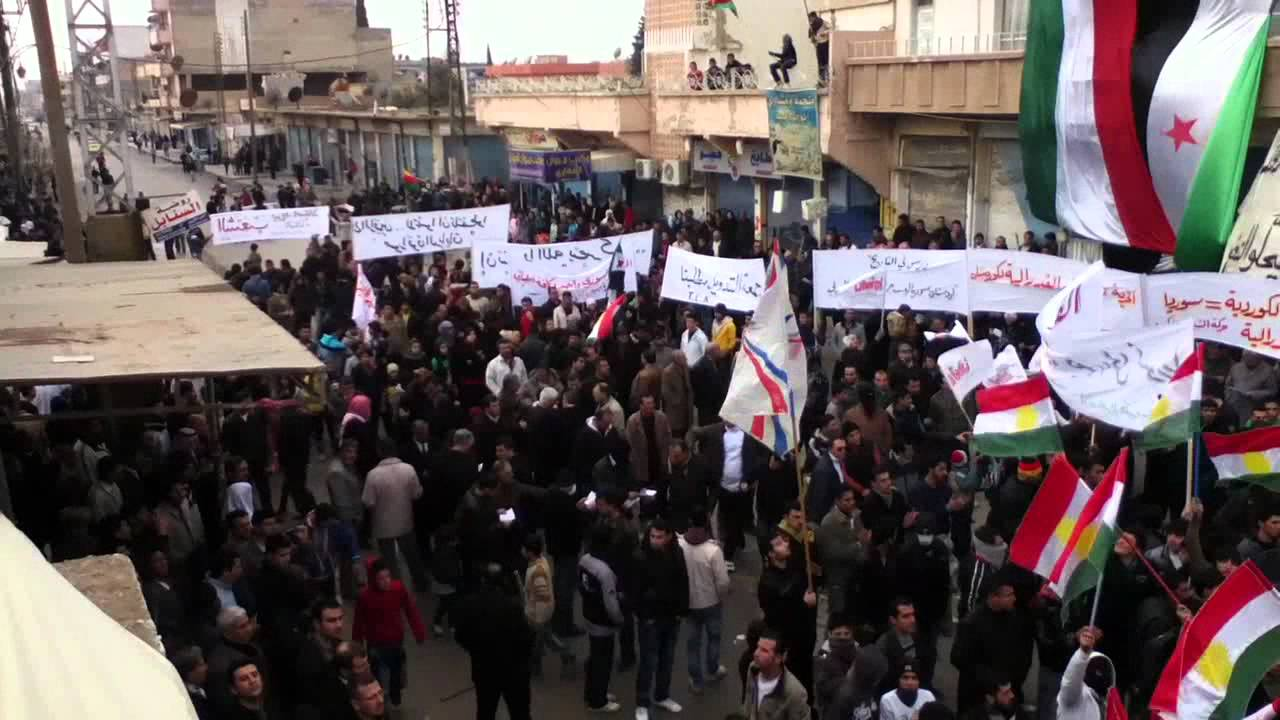
Människor som protesterar på gatorna i Qamishli, 6 januari 2012.

## Demografi
Qamishli grundades som en assyrisk by vid namn "Beth Zalin" intill Nusaybin. När Franska mandatet Syrien grundades så ökade betydelsen av staden och många flyktingar från det assyrisk-syrianska folkmordet bosatte sig där för att undkomma Turkiskt styre.
En uppskattning av stadens invånare på 1930-talet visar att av stadens 23 000 invånare var 20 000 kristna (assyrier/syrianer och armenier).
Många människor flyttade från Nusaybin till Qamishli, dels assyrier/syrianer, men också judar. År 1931 var antalet invånare i staden 12 000, varav 8 000 var kristna. Senare kom fler grupper av assyrier/syrianer, kurder och armenier till staden. År 1941 uppskattas antalet invånare ha varit kring 19 185 personer, varav 13 213 räknas som kristna, 3 109 som muslimska araber, 1 200 som kurder och 1 163 som judar. Den judiska befolkningen var som störst på 1930-talet, då det bodde omkring 3 000 judar i staden. Majoriteten av stadens judiska befolkning flyttade dock till Israel under 1940- och 1950-talen (se vidare Israel–Palestina-konflikten och judisk exodus från arabiska och andra muslimska länder). År 1990 bodde bara ett hundratal judar kvar i Qamishli. När Syrien blivit ett självständigt land började myndigheterna uppmuntra araber att flytta in i staden.
På 1980- och 1990-talet växte stadens ekonomiska betydelse, genom exploatering av närbelägna oljefält och gasfält. Vid början på 1960-talet hade staden runt 35 000 invånare och i början på 1970-talet var antalet invånare cirka 47 000. År 1981 hade staden uppskattningsvis 92 990 invånare.
De flesta av stadens invånare är idag muslimer, men historiskt sett har Qamishli setts som ett av kristendomens center i Syrien, då en stor del av stadens befolkning ända sedan staden grundades har bestått kristna. Under senare år har den kristna befolkningen i Qamishli minskat eftersom många flytt på grund av förföljelse och övergrepp, och på grund av det syriska inbördeskriget. Före krigsutbrottet 2011 beräknas det ha bott omkring 40 000 kristna i staden, varav runt 25 000 tillhörde den syrisk-ortodoxa kyrkan. Ungefär hälften av den kristna befolkningen tros ha flytt sedan krigsutbrottet. De flesta muslimer i staden är sunnimuslimer.
Efter syriska inbördeskrigets utbrott har Qamishlis politiska betydelse växt och staden har blivit den autonoma regionen Rojavas huvudort.

## Klimat
Qamishli är en varm stad, där temperaturen varierar mellan 35°och 45 °C på sommaren.

## Kända personer från Qamishli
- Aram Tigran (sångare och kompositör)
- Ciwan Haco (sångare)
- Salim Barakat (författare och diktare)
- Gabriel Asaad (Assyrisk/Syriansk kulturprofil)
- Ignatius Aphrem II (Syrisk-ortodoxa kyrkans patriark)
- Fuad ispir (Syriansk sångare)